# Alexandre Deschênes
Alexandre Deschênes, né en 1979 dans la ville de Québec, est un poète québécois et artiste peintre, résidant habituellement à Gatineau.

## Œuvre littéraire
Alexandre Deschênes a cofondé le collectif de poésie Joual de Bataille en 2014 avec Benoit Legros, collectif regroupant une demi-douzaine d'auteurs en plus d'une même quantité de contributeurs. Grâce à ce médium, plusieurs spectacles ont été présentés lors de festivals et de soirées bénéfices ou engagées. Deschênes participe à plusieurs événements tels que le Salon du Livre de l'Outaouais, le Festival International de Littérature ou le Festival de l'Outaouais Émergent en 2016 et 2017 entre autres. Il publie son premier recueil Buckingham Palace, publié aux Éditions de l'Écrou en février 2017. Son deuxième, En chaloupe dans l'crushed stone, est lancé en avril 2019 par les mêmes éditeurs.
Son troisième, qu'il décrit comme un recueil graphique, est publié aux Éditions de La Note Verte en 2024. Plusieurs illustrations s'y retrouvent, fait par l'auteur lui-même. Et j'ai pleuré l'aube est dédicacé aux femmes de sa vie.
Deschênes fait également partie du collectif d'auteurs ayant participé à l'ouvrage Démantèlement tranquille - le Québec à la croisée des chemins sous la direction de Steve E. Fortin publié aux éditions Québec-Amérique. Il compte à son actif plusieurs publications sur divers sites, outre celui de Joual de Bataille, dont Poème Sale.
Il est l'invité d'honneur représentant la région de l'Outaouais au Salon du libre de l'Outaouais, édition 2025.

## Style et thèmes explorés

### Style littéraire
Sa poésie aux relents trash décrit un univers sombre. Elle se remarque entre autres par l'utilisation d'un français québécois assumé. La contraction de plusieurs mots pour en créer de nouveaux et la transformation de noms communs en verbes ponctuent ses textes. Il utilise abondamment l'oxymore dans ses poèmes et « allie rythme, mots retors et images poétiques lyriques » dans une imagerie dense, compacte, complexe. De plus, l'auteur privilégie l'allitération, et le plus souvent de consonnes dures.

### Thématiques
La santé mentale fait partie intégrante de son œuvre. Il explore la bipolarité, le trouble de personnalité limite (TPL), l'anxiété, le deuil, la panique, la solitude et la dépression sans nécessairement souffrir lui-même de tous ces troubles.
La question de la souveraineté du Québec est abordée plusieurs fois, celui-ci se positionnant clairement en faveur de cette dernière. Il critique l’hypocrisie des élites au pouvoir et la violence organisée de l’État et de la police. Il pointe également les conditions de vies difficiles des autochtones et revendique le respect de leurs droits ancestraux.

## Arts visuels
Alexandre Deschênes se lance dans l'art visuel autour de 2020. Abordant d'abord le collage et les médias mixtes, il approfondit ses techniques avec l'acrylique et l'encre.
Son premier vernissage en novembre 2021 présente divers bâtiments du patrimoine ouvrier de l'Outaouais québécois. Les couleurs chaudes rappellent les teintes de la nature et les contours des bâtiments sont composés de traits noirs laissant transparaitre les couleurs et les textures du fond de la toile.
La ville de Gatineau lui commande une fresque dans le cadre du Sentier culturel. Lettre d'un gars d'la shop couvre une portion du trottoir de la rue Eddy, dans le Vieux-Hull. L'oeuvre représente une carte postale envoyée par un père à sa famille. Il y raconte les conditions de vies difficiles et ses inquiétudes. Cette oeuvre est vandalisée quelque temps plus tard. L'artiste dénonce alors la censure imposée dans  divers médias locaux et nationaux. L'oeuvre sera par la suite restaurée.
Parmi les oeuvres visuelles de l'artiste, on retrouve également les illustrations de son dernier recueil de poésie Et j'ai pleuré l'aube.